# Lucembursko na Eurovision Song Contest
Lucembursko se zúčastnilo 39 ročníků soutěže Eurovision Song Contest, poprvé v roce 1956. Následně se zúčastnilo, vyjma roku 1959, všech ročníků, a to až do roku 1993. Země se poté do soutěže vrátila až v roce 2024. Lucembursko soutěž vyhrálo pětkrát, úspěšnější jsou se sedmi výhrami pouze Irsko a Švédsko.
Lucembursko obsadilo nejvyšší příčku poprvé v roce 1961, kdy Jean-Claude Pascal vyhrál s písní „Nous les amoureux“. France Gall následně zvítězila v roce 1965 se skladbou „Poupée de cire, poupée de son“. Poté přišla dvě vítězství za sebou, v roce 1972 byla úspěšná Vicky Leandros s písní „Après toi“ a o rok později Anne-Marie David s „Tu te reconnaîtras“. Dosud poslední vítězství přišlo v roce 1983, kdy získala nejvíce bodů Corinne Hermès s písní „Si la vie est cadeau“.
Po roce 1984 se země umístila mezi deseti nejlepšími už pouze dvakrát, Sherisse Laurence skončila v roce 1986 třetí a Lara Fabian v roce 1988 čtvrtá. Země se rozhodla Eurovize neúčastnit poté, co se kvůli špatnému umístění nekvalifikovala do ročníku v roce 1994. Země se do soutěže vrátila v roce 2024.
Lucembursko je jedinou zemí, která zvítězila vícekrát, ale ani jednou díky interpretovi, který by ze země pocházel.

## Výsledky
| Rok                           | Interpret                                                                          | Píseň                             | Jazyk                        | Finále | Finále | Semifinále                  | Semifinále                  |
| Rok                           | Interpret                                                                          | Píseň                             | Jazyk                        | Pořadí | Body   | Pořadí                      | Body                        |
| ----------------------------- | ---------------------------------------------------------------------------------- | --------------------------------- | ---------------------------- | ------ | ------ | --------------------------- | --------------------------- |
| 1956                          | Michèle Arnaud                                                                     | „Ne crois pas“                    | francouzština                | —      | —      | nekonalo se                 | nekonalo se                 |
| 1956                          | Michèle Arnaud                                                                     | „Les Amants de minuit“            | francouzština                | —      | —      | nekonalo se                 | nekonalo se                 |
| 1957                          | Danièle Dupré                                                                      | „Amours mortes (tant de peine)“   | francouzština                | 4.     | 8      | nekonalo se                 | nekonalo se                 |
| 1958                          | Solange Berry                                                                      | „Un grand amour“                  | francouzština                | 9.     | 1      | nekonalo se                 | nekonalo se                 |
| bez účasti v roce 1959        |                                                                                    |                                   |                              |        |        | nekonalo se                 | nekonalo se                 |
| 1960                          | Camillo Felgen                                                                     | „So laang we's du do bast“        | lucemburština                | 13.    | 1      | nekonalo se                 | nekonalo se                 |
| 1961                          | Jean-Claude Pascal                                                                 | „Nous les amoureux“               | francouzština                | 1.     | 31     | nekonalo se                 | nekonalo se                 |
| 1962                          | Camillo Felgen                                                                     | „Petit bonhomme“                  | francouzština                | 3.     | 11     | nekonalo se                 | nekonalo se                 |
| 1963                          | Nana Mouskouri                                                                     | „À force de prier“                | francouzština                | 8.     | 13     | nekonalo se                 | nekonalo se                 |
| 1964                          | Hugues Aufray                                                                      | „Dès que le printemps revient“    | francouzština                | 4.     | 14     | nekonalo se                 | nekonalo se                 |
| 1965                          | France Gall                                                                        | „Poupée de cire, poupée de son“   | francouzština                | 1.     | 32     | nekonalo se                 | nekonalo se                 |
| 1966                          | Michèle Torr                                                                       | „Ce soir je t'attendais“          | francouzština                | 10.    | 7      | nekonalo se                 | nekonalo se                 |
| 1967                          | Vicky                                                                              | „L'Amour est bleu“                | francouzština                | 4.     | 17     | nekonalo se                 | nekonalo se                 |
| 1968                          | Chris Baldo a Sophie Garel                                                         | „Nous vivrons d'amour“            | francouzština                | 11.    | 5      | nekonalo se                 | nekonalo se                 |
| 1969                          | Romuald                                                                            | „Catherine“                       | francouzština                | 11.    | 7      | nekonalo se                 | nekonalo se                 |
| 1970                          | David Alexandre Winter                                                             | „Je suis tombé du ciel“           | francouzština                | 12.    | 0      | nekonalo se                 | nekonalo se                 |
| 1971                          | Monique Melsen                                                                     | „Pomme, pomme, pomme“             | francouzština                | 13.    | 70     | nekonalo se                 | nekonalo se                 |
| 1972                          | Vicky Leandros                                                                     | „Après toi“                       | francouzština                | 1.     | 128    | nekonalo se                 | nekonalo se                 |
| 1973                          | Anne-Marie David                                                                   | „Tu te reconnaîtras“              | francouzština                | 1.     | 129    | nekonalo se                 | nekonalo se                 |
| 1974                          | Ireen Sheer                                                                        | „Bye Bye I Love You“              | francouzština                | 4.     | 14     | nekonalo se                 | nekonalo se                 |
| 1975                          | Géraldine                                                                          | „Toi“                             | francouzština                | 5.     | 84     | nekonalo se                 | nekonalo se                 |
| 1976                          | Jürgen Marcus                                                                      | „Chansons pour ceux qui s'aiment“ | francouzština                | 14.    | 17     | nekonalo se                 | nekonalo se                 |
| 1977                          | Anne-Marie B                                                                       | „Frère Jacques“                   | francouzština                | 16.    | 17     | nekonalo se                 | nekonalo se                 |
| 1978                          | Baccara                                                                            | „Parlez-vous français ?“          | francouzština                | 7.     | 73     | nekonalo se                 | nekonalo se                 |
| 1979                          | Jeane Manson                                                                       | „J'ai déjà vu ça dans tes yeux“   | francouzština                | 13.    | 44     | nekonalo se                 | nekonalo se                 |
| 1980                          | Sophie and Magaly                                                                  | „Papa Pingouin“                   | francouzština                | 9.     | 56     | nekonalo se                 | nekonalo se                 |
| 1981                          | Jean-Claude Pascal                                                                 | „C'est peut-être pas l'Amérique“  | francouzština                | 11.    | 41     | nekonalo se                 | nekonalo se                 |
| 1982                          | Svetlana                                                                           | „Cours après le temps“            | francouzština                | 6.     | 78     | nekonalo se                 | nekonalo se                 |
| 1983                          | Corinne Hermès                                                                     | „Si la vie est cadeau“            | francouzština                | 1.     | 142    | nekonalo se                 | nekonalo se                 |
| 1984                          | Sophie Carle                                                                       | „100% d'amour“                    | francouzština                | 10.    | 39     | nekonalo se                 | nekonalo se                 |
| 1985                          | Margo, Franck Olivier, Diane Solomon, Ireen Sheer, Malcolm Roberts a Chris Roberts | „Children, Kinder, Enfants“       | francouzština                | 13.    | 37     | nekonalo se                 | nekonalo se                 |
| 1986                          | Sherisse Laurence                                                                  | „L'Amour de ma vie“               | francouzština                | 3.     | 117    | nekonalo se                 | nekonalo se                 |
| 1987                          | Plastic Bertrand                                                                   | „Amour, Amour“                    | francouzština                | 21.    | 4      | nekonalo se                 | nekonalo se                 |
| 1988                          | Lara Fabian                                                                        | „Croire“                          | francouzština                | 4.     | 90     | nekonalo se                 | nekonalo se                 |
| 1989                          | Park Café                                                                          | „Monsieur“                        | francouzština                | 20.    | 8      | nekonalo se                 | nekonalo se                 |
| 1990                          | Céline Carzo                                                                       | „Quand je te rêve“                | francouzština                | 13.    | 38     | nekonalo se                 | nekonalo se                 |
| 1991                          | Sarah Bray                                                                         | „Un baiser volé“                  | francouzština                | 14.    | 29     | nekonalo se                 | nekonalo se                 |
| 1992                          | Marion Welter a Kontinent                                                          | „Sou fräi“                        | lucemburština                | 21.    | 10     | nekonalo se                 | nekonalo se                 |
| 1993                          | Modern Times                                                                       | „Donne-moi une chance“            | francouzština, lucemburština | 20.    | 11     | Kvalifikacija za Millstreet | Kvalifikacija za Millstreet |
| bez účasti v letech 1994–2023 |                                                                                    |                                   |                              |        |        |                             |                             |
| 2024                          | Tali                                                                               | „Fighter“                         | francouzština, angličtina    | 13.    | 103    | 5.                          | 117                         |
| 2025                          | Laura Thorn                                                                        | „La poupée monte le son“          | francouzština                | 22.    | 47     | 7.                          | 62                          |

| Legenda | Legenda        |
| ------- | -------------- |
| 1       | 1. místo       |
| 2       | 2. místo       |
| 3       | 3. místo       |
| ◁       | poslední místo |

## Galerie

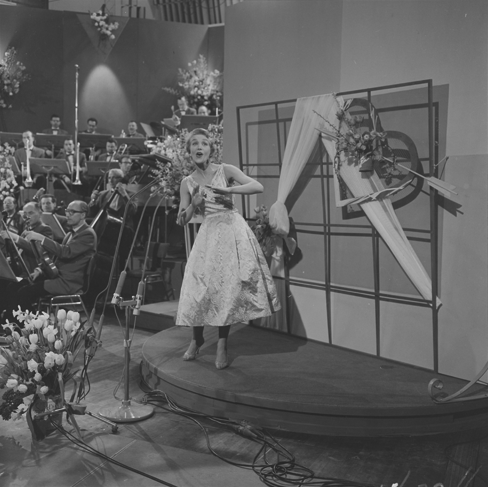
Solange Berry v Hilversumu (1958)
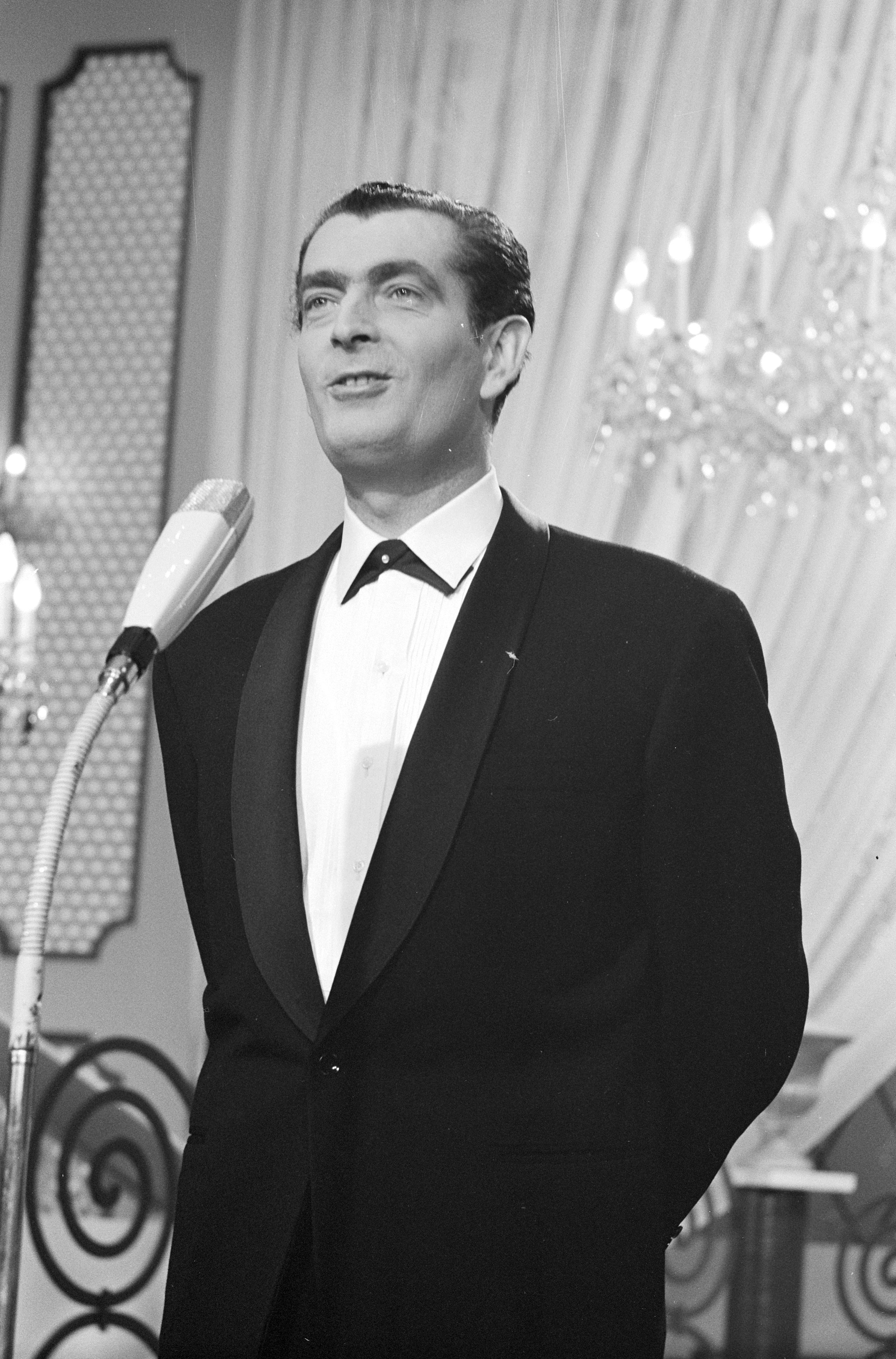
Camillo Felgen v Lucemburku (1962)
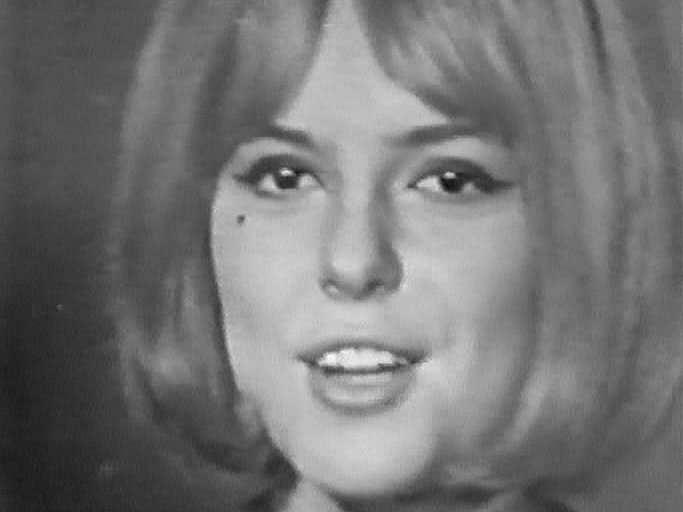
France Gall v Neapoli (1965)
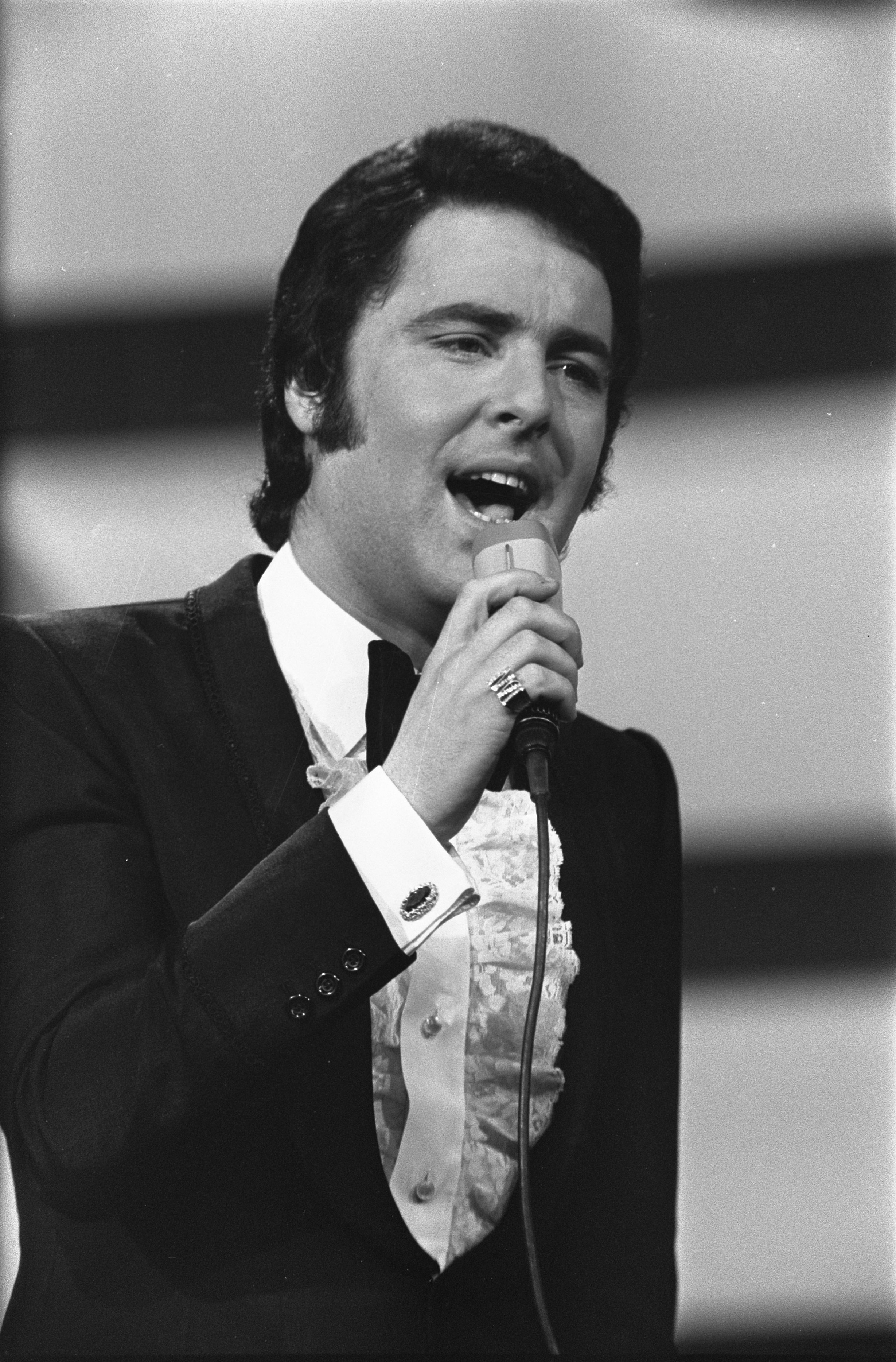
David Alexandre Winter v Amsterdamu (1970)
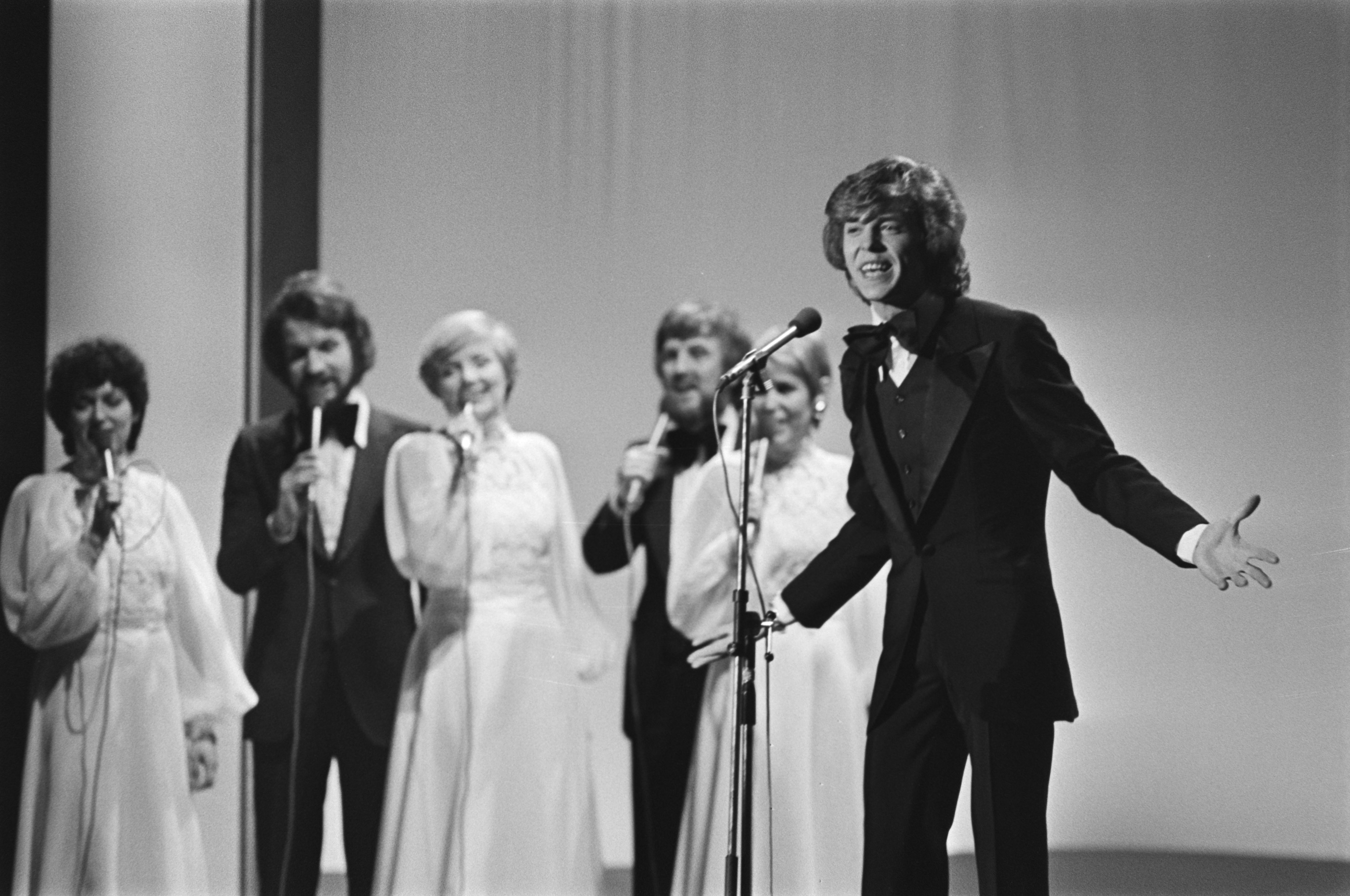
Jürgen Marcus v Haagu (1976)
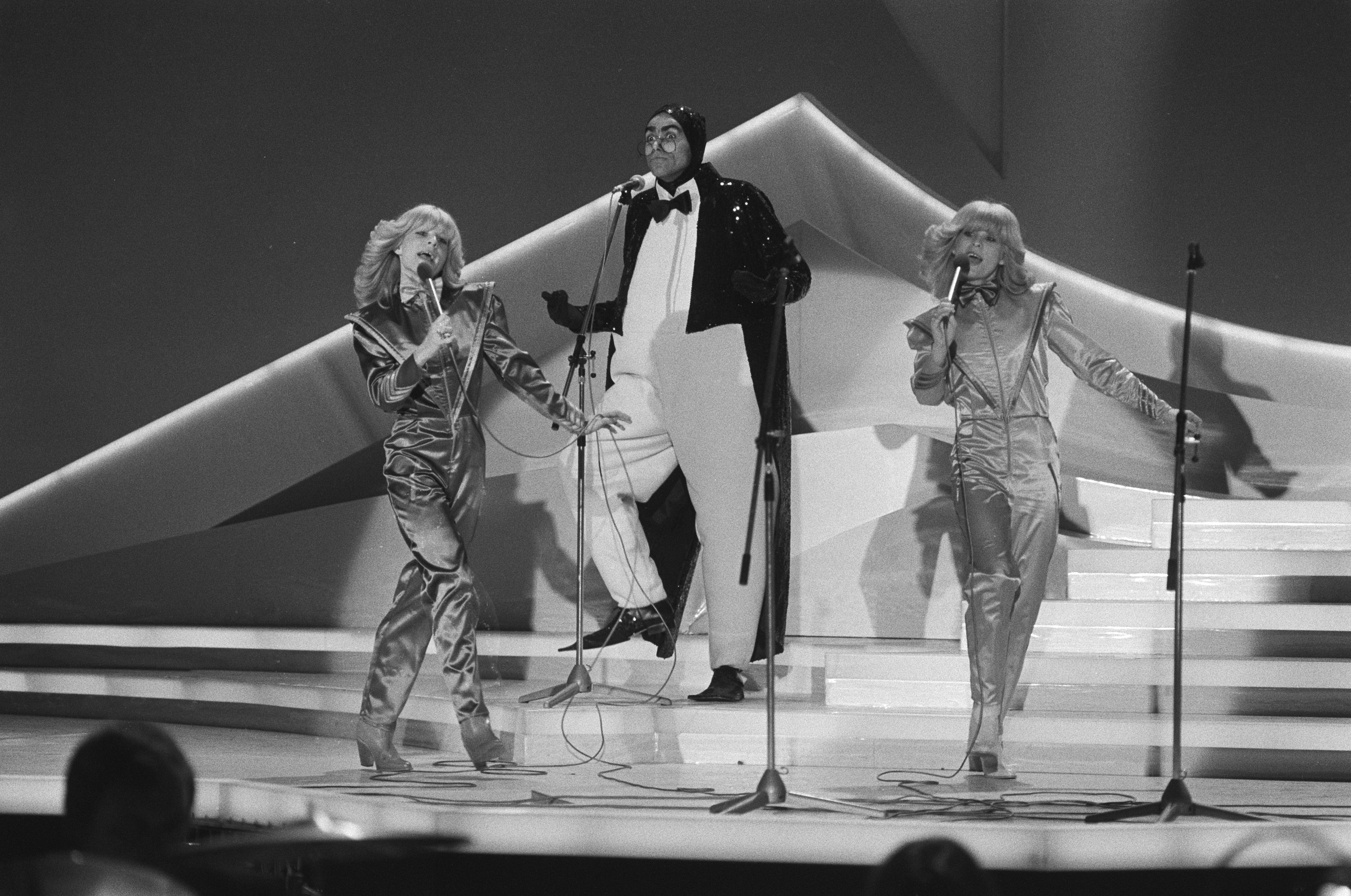
Sophie and Magaly v Haagu (1980)
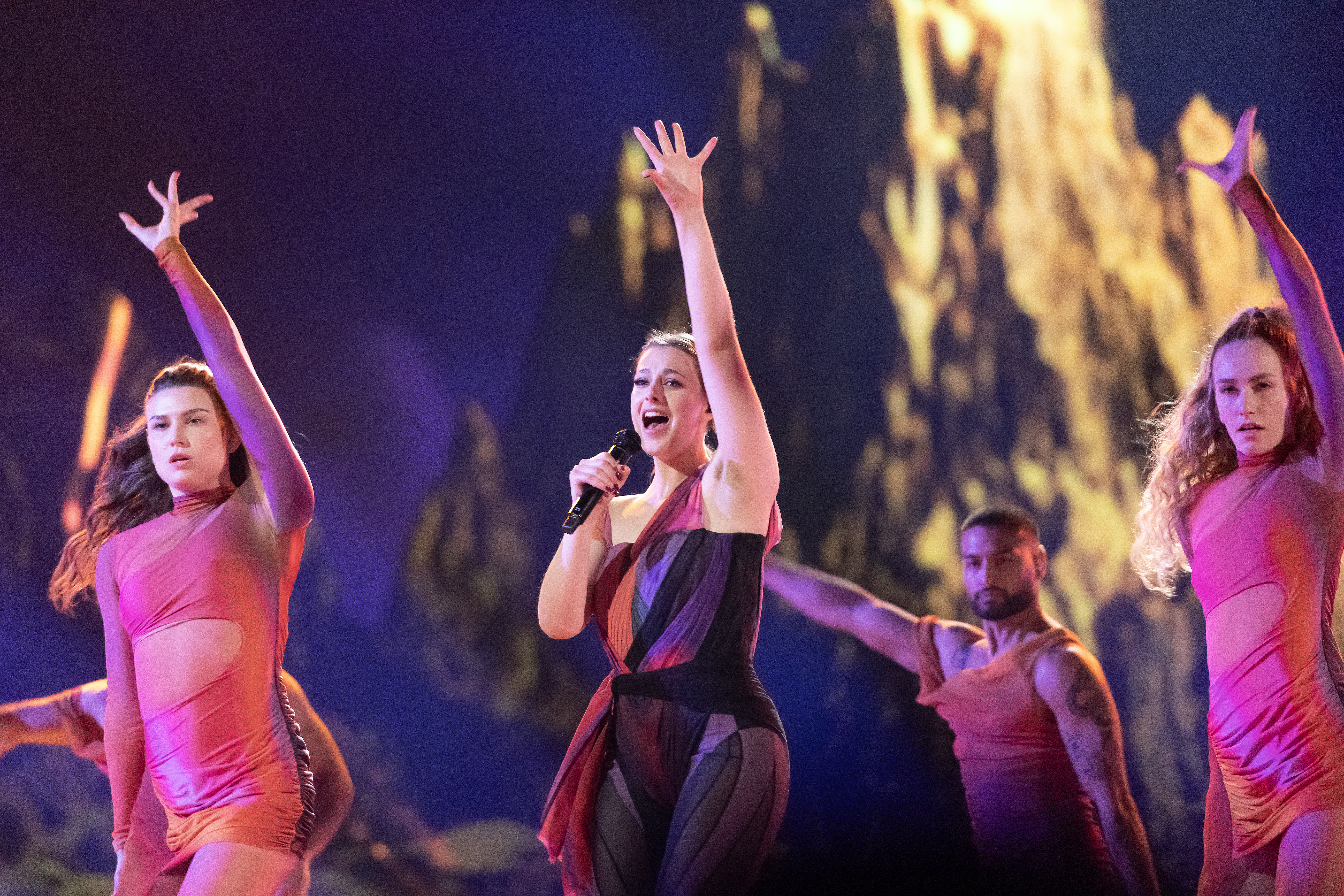
Tali v Malmö (2024)
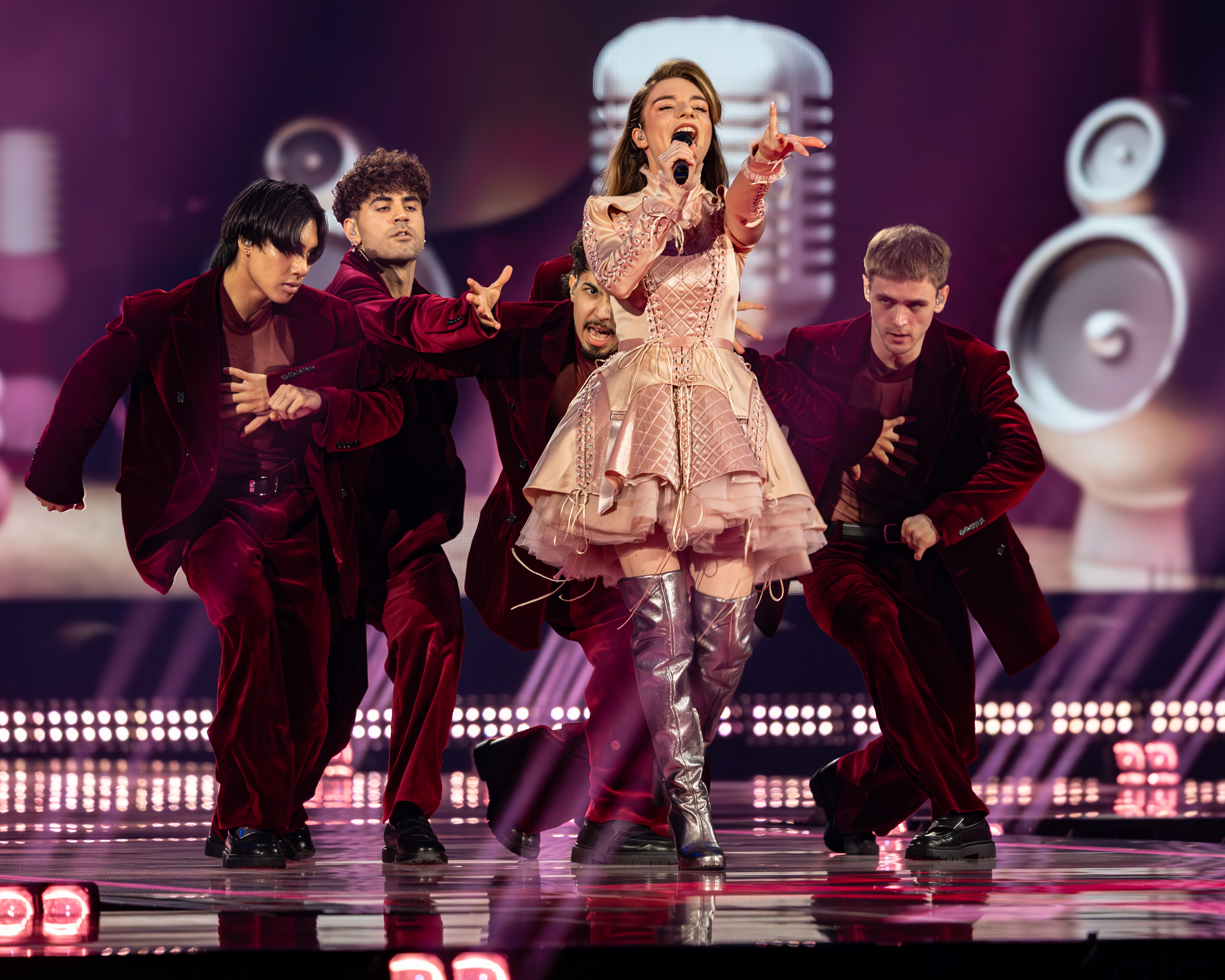
Laura Thorn v Basileji (2025)